# Шайна, Анджей
Анджей Шайна (пол. Andrzej Szajna, 30 сентября 1949, Вроцлав — 22 января 2024) — польский спортивный гимнаст, завоевавший две бронзовые медали в личном зачёте на чемпионате мира 1974 года. Он участвовал в летних Олимпийских играх 1972, 1976 и 1980 годов с лучшим индивидуальным результатом, заняв шестое место в многоборье и на брусьях в 1976 году. На чемпионатах Европы он разделил золотую медаль в вольных упражнениях с Николаем Андриановым в 1975 году и занял второе место в опорном прыжке после Андрианова в 1971, 1973 и 1975 годах. 
Шайна был семейным человеком, у него было пять дочерей и два сына. Шайна отказался от нескольких предложений перейти в другой спортивный клуб в Польше или США. Он ушёл из спорта после того, как выиграл пять медалей на чемпионате Польши 1984 года, в том числе две золотые медали. До 1989 года служил в польской армии, позже работал телохранителем. Он продолжал заниматься гимнастикой в качестве тренера и судьи. Шайна умер 22 января 2024 года в возрасте 74 лет.